# Engelbert Westkämper

Engelbert Westkämper

Engelbert Westkämper (* 7. März 1946 in Schloß Neuhaus/Paderborn) ist Professor für Produktionstechnik und Fabrikbetrieb und ehemaliger Leiter des Fraunhofer-Instituts für Produktionstechnik und Automatisierung (IPA), Stuttgart.

## Leben
Westkämper wurde 1946 in Paderborn geboren. Nach seinem Abitur am Gymnasium Theodorianum (Paderborn) studierte er von 1967 bis 1973 Maschinenbau an der RWTH Aachen und machte zunächst einen Abschluss als Diplomingenieur, 1977 promovierte er an der RWTH Aachen „mit Auszeichnung“ zum Dr.-Ing.
In den Jahren 1977 bis 1988 war er in leitenden Funktionen bei MBB und AEG tätig.
Von 1988 bis 1995 war Westkämper Leiter des Instituts für Werkzeugmaschinen und Fertigungstechnik der Universität Braunschweig. Von 1995 bis 2011 war er Inhaber des Lehrstuhls und Direktor des Instituts für Industrielle Fertigung und Fabrikbetrieb der Universität Stuttgart (IFF) sowie einer der beiden Leiter des Stuttgarter Fraunhofer-Instituts für Produktionstechnik und Automatisierung (IPA), ehe er altersbedingt ausschied. Seine Aufgaben am IFF und IPA übernahm Thomas Bauernhansl. Von 2002 bis 2006 war Westkämper Dekan der Fakultät Maschinenbau.
Engelbert Westkämper ist unter anderem Mitglied des Konvents für Technikwissenschaften der Union der deutschen Akademien der Wissenschaften, des Vereins Deutscher Ingenieure (VDI), der Internationalen Akademie für Produktionstechnik, der Gesellschaft Deutscher Naturforscher und Ärzte (GDNÄ) sowie der Wissenschaftlichen Gesellschaft für Produktionstechnik (WGP).

## Schriften (Auswahl)
- mit Hans-Jürgen Warnecke: Einführung in die Fertigungstechnik. Vieweg+Teubner Verlag, Wiesbaden 2004, ISBN 3-519-56323-1.
- Einführung in die Organisation der Produktion. Springer, Berlin 2005, ISBN 3-540-26039-0.
- Moderne Fertigungstechnik für die Feinbearbeitung. Produzieren im Grenzbereich von Leistung und Präzision. Springer, Berlin 2007, ISBN 978-3-540-64543-6.
- Product Life Cycle. Grundlagen und Strategien. Springer, Berlin 2007, ISBN 978-3-540-66897-8.

## Ehrungen
- 1977: Borchers-Plakette der RWTH Aachen[3]
- 1984: VDI-Ehrenring[3]
- 1994: Ehrendoktor der Technischen Universität Cluj-Napoca[3]
- 2000: Ehrendoktor der Otto-von-Guericke-Universität Magdeburg[3]
- 2003: Ehrendoktor der Technischen Universität Charkiw[3]
- 2006: Bundesverdienstkreuz 1. Klasse des Verdienstordens der Bundesrepublik Deutschland[3]